# شونوالده ام بونگسبرگ
شونوالده ام بونگسبرگ (به آلمانی: Schönwalde am Bungsberg) یک شهر در آلمان است که در استهلشتاین واقع شده‌است. شونوالده ام بونگسبرگ ۲٬۵۶۹ نفر جمعیت دارد.